# 농협대학교
농협대학교(農協大學校, Agricultural Cooperative University)는 경기도 고양시에 위치한 대한민국의 사립 전문대학이다.

## 연혁
3년제 특수전문대학으로, 1962년 학교법인 건국학원이 설립한 2년제 농업협동조합초급대학이 모태이다. 1966년 농협중앙회가 학교법인 농협학원을 설립하여 인수하였으며 1979년 농업협동조합 전문대학으로 개편되었다가 1998년 농협대학으로 교명을 변경하였고, 2012년 농협대학교로 다시 교명을 변경하였다.
- 2013년 : 교육부 1주기 대학기관평가인증 - 인증

- 2015년 : 교육부 대학구조개혁평가 결과 D등급[2]
- 2017년 : 교육부 대학구조개혁평가 2차년도 이행점검 결과 재정지원제한 일부 해제[3]
- 2017년 : 교육부 2주기 대학기관평가인증 - 인증
- 2018년 : 교육부 대학기본역량진단  "자율선대학선정"

## 교육편제
2018년 기준 농협대학교의 교육 과정 일람이다.
- 협동조합경영과[4]
- 협동조합산업과

## 같이 보기
- 대한민국의 교육